# Wereldkampioenschap dammen 2009 (toernooi)
Het wereldkampioenschap dammen 2009 zou worden gespeeld van 15 oktober t/m 7 november 2009 in Recife. 
In de aanloopperiode werd de geplande locatie verplaatst naar eerst São Paulo en daarna Rio de Janeiro. 
Uiteindelijk is het toernooi niet doorgegaan wegens problemen met de financiën en het in aanbouw zijnde speelgebouw, een aquarium-achtig gebouw.

## Kwalificatie
De 2 spelers uit de WK-match 2009 die in juni in Twente werd gespeeld (Aleksandr Schwarzman en Aleksandr Georgiejev) waren al geplaatst voor het toernooi. 
Namens Europa hadden verder 10 door hun nationale bond aangewezen spelers, 4 spelers uit het Europees kampioenschap 2008 in Tallinn en 6 deelnemers uit het zonetoernooi 2009 in Berlijn recht op deelname. 

### Limiet per land
Er was een limiet van 2 deelnemers per land waarbij de 2 spelers van de WK-match 2009 niet meetelden. 
De sponsorplaats, organisatieplaats en FMJD wildcard hadden ook geen betrekking op die limiet.

## Geplaatste Europese spelers voor het toernooi
| Speler               | Land         | Toernooi      |
| -------------------- | ------------ | ------------- |
| Aleksandr Schwarzman | Rusland      | WK-match 2009 |
| Aleksandr Georgiejev | Rusland      | WK-match 2009 |
| Guntis Valneris      | Letland      | EK 2008       |
| Edvardas Bužinskis   | Litouwen     | EK 2008       |
| Vadim Virny          | Duitsland    | EK 2008       |
| Jevgeni Vatoetin     | Wit-Rusland  | EK 2008       |
| Andrej Kalmakov      | Rusland      | zonetoernooi  |
| Kees Thijssen        | Nederland    | zonetoernooi  |
| Artem Ivanov         | Oekraïne     | zonetoernooi  |
| Oscar Lognon         | Frankrijk    | zonetoernooi  |
| Jakob Friesen        | Duitsland    | zonetoernooi  |
| Eldar Aliev          | Azerbeidzjan | zonetoernooi  |